# Ursicin de Sens
Ursicin (Ursicinus) est un évêque des premiers temps de l'Église, qui fut évêque de Sens de 356 à 387.

## Biographie
Ursicin est consacré évêque à l'époque de l'empereur Constance II (337-361), défenseur de l'arianisme et hostile au concile de Nicée. Le culte chrétien est sorti de la clandestinité depuis quarante ans et Sens et ses environs accueillent une communauté en croissance. Cependant l'empereur fait condamner au concile de Béziers en 356 la position de saint Athanase, défenseur de la foi de Nicée. Seuls trois évêques des Gaules osent s'opposer à l'empereur, menés par saint Hilaire. Ursicin est le troisième. Lui aussi est condamné à l'exil en Orient.
En Orient, il découvre la règle monastique de saint Basile (329-379). À son retour à Sens, il fonde d'après cette règle le monastère Saint-Gervais-et-Saint-Protais hors les murs,. À la même époque, saint Martin fonde Marmoutier. Le court règne de Julien (361-363) qui interrompt le soutien impérial au christianisme fait vivre une période difficile pour les communautés chrétiennes, mais sans aller jusqu'à la persécution frontale.
Théodose Ier avec son édit de 380 impose finalement le culte chrétien, au détriment des autres pratiques religieuses. Après 375, Sens s'entoure de remparts pour se protéger des barbares et devient la capitale de la IVe Lyonnaise.
Apôtre des campagnes, Ursicin est enterré en 387 dans son monastère Saint-Gervais-et-Saint-Protais. Ses restes sont transférés en 876 à la basilique Saint-Pierre-le-Vif pour les protéger des invasions. Ses reliques sont aujourd'hui au Trésor de la cathédrale de Sens.
Il est fêté désormais localement le 5 novembre, comme les 21 autres évêques de Sens.